# 鹿钟麟旧居 (大理道)
鹿钟麟旧居为中华民国国民革命军高级将领，中华人民共和国国防委员会委员鹿钟麟在天津英租界的故居，位于原天津英租界的新加坡道（Singapore Road）（今和平区大理道18号），该建筑目前是一般保护等级历史风貌建筑。

## 建筑
鹿钟麟旧居建于1920年，位于大理道义生里，为2层砖木结构联排式楼房。

## 内部链接
- 鹿钟麟旧宅 (陕西路)